# Here's to Future Days
Here's to Future Days är den brittiska gruppen Thompson Twins femte album, utgivet den 17 september 1985. Det nådde 5:e plats på brittiska albumlistan och 20:e plats i USA. Albumet låg nio veckor på Sverigetopplistan med som bäst en 7:e plats i oktober 1985.
Inspelningen av albumet påbörjades sent 1984 tillsammans med Alex Sadkin som producerat gruppens föregående album Quick Step and Side Kick och Into the Gap. Singeln Lay Your Hands on Me gavs ut i november, men under inspelningen av albumet drabbades sångaren Tom Bailey av ett sammanbrott vilket gjorde att arbetet med albumet sköts upp och en planerad singel, Roll Over, som redan börjat distribuerats till butikerna, drogs tillbaka. Senare började gruppen om med nya inspelningar tillsammans med Nile Rodgers, som producerade albumet tillsammans med Tom Bailey och även bidrog med gitarrspel på flera låtar. Strax innan albumets utgivning släpptes singeln Don't Mess with Doctor Dream som nådde 15:e plats på den brittiska singellistan och i Sverige tog sig in på Trackslistan. Here's to Future Days innehåller även hitsingeln King for a Day, en ny version av Lay Your Hands on Me samt en coverversion av Beatles-låten Revolution, som gruppen tidigare framfört på Live Aid-konserten i juli 1985. 
År 2008 återutgavs Here's to Future Days som dubbel-cd med alla 12"-versioner, remixer och b-sidor.

## Låtförteckning
Samtliga låtar är skrivna och komponerade av Tom Bailey, Alannah Currie och Joe Leeway, där intet annat anges.
UK Album
1. Don't Mess with Doctor Dream – 4:24
2. Lay Your Hands on Me – 4:21
3. Future Days – 2:51
4. You Killed the Clown – 4:53
5. Revolution (John Lennon, Paul McCartney) – 4:04
6. King for a Day – 5:20
7. Love Is the Law – 4:45
8. Emperor's Clothes (Part 1) – 4:46
9. Tokyo – 3:39
10. Breakaway – 3:32

Vissa utgåvor innehåller en bonus-LP med remixversioner:
1. Shoot Out (Re-Mix) – 6:23
2. Alice (Re-Mix) – 4:59
3. Heavens Above! (Re-Mix) – 3:20
4. The Kiss (Re-Mix) – 5:44
5. Desert Dancers (Re-Mix) – 7:05

2CD Expanded edition 2008
CD 1
1. "Don't Mess with Doctor Dream" - 4.25
2. "Lay Your Hands on Me" - 4.21
3. "Future Days" - 3.00
4. "You Killed the Clown" - 4.52
5. "Revolution" - 4.05
6. "King for a Day" - 5.18
7. "Love Is the Law" - 4.43
8. "Emperor's Clothes (Part 1)" - 4.45
9. "Tokyo" - 3.38
10. "Breakaway"- 3.33
11. "Roll Over" - 4.58 - Bonus Track (Album version that only appeared on North American copies of the original album in 1985)
12. "Shoot Out" - 6.22 (Remix of "Don't Mess With Doctor Dream" that appeared previously on the UK 12" single known as the "[(U4A)+(U3A)=REMIX]", catalogue number TWINS229)
13. "Alice" - 4.59 (Instrumental version of "Lay Your Hands On Me")
14. "Heavens Above!" - 3.19 (Instrumental remix of "Future Days")
15. "The Kiss" - 5.42 (Remix of "Tokyo")
16. "Desert Dancers" - 7.07 (Remix of "Breakaway")

CD 2
1. "Lay Your Hands on Me" (Original UK 12" Version) - 6.05
2. "The Lewis Carol (Adventures in Wonderland)" - 4.14 (Original B-Side of the "Lay Your Hands On Me" UK 7" and 12" singles)
3. "Lay Your Hands on Me (US Re-Mix)" - 5.55
4. "Lay Your Hands on Me (Extended Version)" - 6.00 (12" version of the album version)
5. "Roll Over (Again)" - 6.50 (Previously unreleased 12" mix of "Roll Over")
6. "Fools in Paradise (Extended Mix)" - 5.25 (Previously unreleased B-Side of the "Roll Over" 12" single)
7. "Don't Mess with Doctor Dream (Smackattack!)" - 6.10 (Original 12" version)
8. "Very Big Business" - 5.06 (B-Side of "Don't Mess With Doctor Dream" 12" single)
9. "King for a Day (Extended Mix)" - 8.02 (Original 12" version)
10. "Rollunder" - 6.50 (B-Side of the "King For A Day" 12" single)
11. "King for a Day (U.S. Re-Mix)" - 7.20 (Original second 12" version)
12. "The Fourth Sunday" - 4.18 (B-Side of the "Revolution" 7" and 12" singles)
13. "Revolution (Extended Mix)" - 5.58 (Original UK 12" single)